# Estación de Hospital de Fuenlabrada
Hospital de Fuenlabrada es una estación de la línea 12 del Metro de Madrid situada junto al Hospital de Fuenlabrada y el campus de la Universidad Rey Juan Carlos en Fuenlabrada. 

## Historia
La estación abrió al público el 11 de abril de 2003.
Entre el 21 de junio y el 5 de septiembre de 2021 permaneció cerrada por el corte de la línea entre Hospital de Móstoles y Conservatorio para llevar a cabo obras de reparación en la infraestructura. Se habilitó un Servicio Especial de autobús gratuito con parada en el entorno de las estaciones afectadas.

## Accesos
Vestíbulo Hospital de Fuenlabrada
- Camino del Molino - Hospital Cº del Molino, pares
- Camino del Molino - Universidad Cº del Molino, impares
- Ascensor Cº del Molino, pares

## Líneas y conexiones

### Metro
| << cabecera | < estación | línea | estación >    | cabecera >> |
| ----------- | ---------- | ----- | ------------- | ----------- |
| circular    | Loranca    |       | Parque Europa | circular    |

### Autobuses
| Diurnos   |                       |                                                                                    |                 |
| Línea     | Destino               | Parada                                                                             | Operador        |
| 1         | Parque Miraflores     | 12638 Cº del Molino-Hospital de Fuenlabrada (N.º 3) (sentido Camino de San Marcos) | EMT Fuenlabrada |
| 4         | Loranca               | 12638 Cº del Molino-Hospital de Fuenlabrada (N.º 3) (sentido Camino de San Marcos) | EMT Fuenlabrada |
| 1         | Polígono Sevilla      | 12630 Cº del Molino-Hospital de Fuenlabrada (N.º 3) (sentido Calle de Francia)     | EMT Fuenlabrada |
| 2         | Circular Verde        | 12630 Cº del Molino-Hospital de Fuenlabrada (N.º 3) (sentido Calle de Francia)     | EMT Fuenlabrada |
| 3         | Circular Roja         | 12630 Cº del Molino-Hospital de Fuenlabrada (N.º 3) (sentido Calle de Francia)     | EMT Fuenlabrada |
| 4         | El Arroyo - La Fuente | 12630 Cº del Molino-Hospital de Fuenlabrada (N.º 3) (sentido Calle de Francia)     | EMT Fuenlabrada |
| Nocturnos |                       |                                                                                    |                 |
| Línea     | Destino               | Parada                                                                             | Operador        |
| 5         | Parque Miraflores     | 12638 Cº del Molino-Hospital de Fuenlabrada (N.º 3) (sentido Camino de San Marcos) | EMT Fuenlabrada |
| 5         | Avenida de España     | 12630 Cº del Molino-Hospital de Fuenlabrada (N.º 3) (sentido Calle de Francia)     | EMT Fuenlabrada |

| Diurnos |                                              |                                                                                |                           |
| Línea   | Destino                                      | Parada                                                                         | Operador                  |
| 468     | Griñón                                       | 12630 Cº del Molino-Hospital de Fuenlabrada (N.º 3) (sentido Calle de Francia) | Avanza Movilidad Integral |
| 496     | Moraleja de Enmedio - Arroyomolinos (Xanadú) | 12630 Cº del Molino-Hospital de Fuenlabrada (N.º 3) (sentido Calle de Francia) | Martín, S.A.              |